# Rallye Dakar 2005
Navigation
Édition précédente Édition suivante
Le Rallye Dakar 2005 est le 27e Rallye Dakar. Le départ a été donné le 31 décembre 2004 de Barcelone.
Cette édition est marquée par la mort de Fabrizio Meoni, vainqueur des éditions 2001 et 2002. Il meurt d'une chute en Mauritanie. José Manuel Pérez succombe à ses blessures après une chute. Une fillette de 5 ans est également morte après avoir été renversée par un camion d'assistance.

## Étapes
| Étape | Date        | Départ                   | Arrivée                   | Total (km)    |
| ----- | ----------- | ------------------------ | ------------------------- | ------------- |
| 1     | 31 décembre | Barcelone                | Barcelone                 | 50            |
| 2     | 1 janvier   | Barcelone                | Grenade                   | 920           |
| 3     | 2 janvier   | Grenade                  | Rabat                     | 573           |
| 4     | 3 janvier   | Rabat                    | Agadir                    | 666           |
| 5     | 4 janvier   | Agadir                   | Smara (Sahara Occidental) | 654           |
| 6     | 5 janvier   | Smara (Sahara Occidental | Zouerate                  | 622           |
| 7     | 6 janvier   | Zouerate                 | Tichitt                   | 669           |
| 8     | 7 janvier   | Tichitt                  | Tidjikja                  | 538 *         |
| 9     | 8 janvier   | Tidjikja                 | Atar                      | 399           |
|       | 9 janvier   | Jour de repos            | Jour de repos             | Jour de repos |
| 10    | 10 janvier  | Atar                     | Atar                      | 499           |
| 11    | 11 janvier  | Atar                     | Kiffa                     | 695           |
| 12    | 12 janvier  | Kiffa                    | Bamako                    | 819           |
| 13    | 13 janvier  | Bamako                   | Kayes                     | 668           |
| 14    | 14 janvier  | Kayes                    | Tambacounda               | 630           |
| 15    | 15 janvier  | Tambacounda              | Dakar                     | 569           |
| 16    | 16 janvier  | Dakar                    | Dakar                     | 68            |

- Étape 8 annulée à la suite des mauvaises conditions climatiques.

## Classements finaux

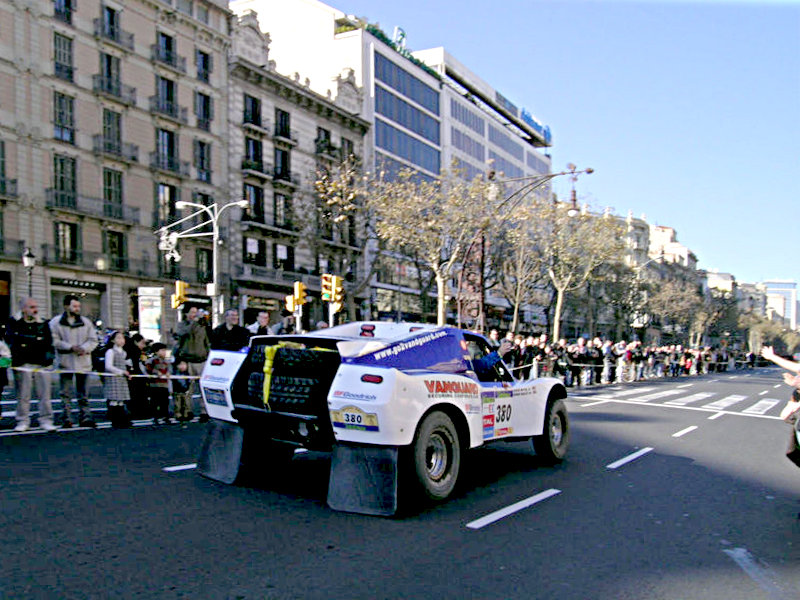
Le buggy de Jean-Louis Schlesser lors du Rallye Paris-Dakar 2005.

### Motos
| Pos. | Pilote                | Constructeur | Différence       |
| ---- | --------------------- | ------------ | ---------------- |
| 1    | Cyril Despres (FRA)   | KTM          | 47 h 27 min 31 s |
| 2    | Marc Coma (ESP)       | KTM          | + 9 min 17 s     |
| 3    | Alfie Cox (RSA)       | KTM          | + 11 min 29 s    |
| 4    | Isidre Esteve (ESP)   | KTM          | + 11 min 51 s    |
| 5    | David Frétigné (FRA)  | Yamaha       | + 33 min 36 s    |
| 6    | Andy Caldecott (AUS)  | KTM          | + 48 min 11 s    |
| 7    | Jean de Azevedo (BRA) | KTM          | +1 h 27 min 41 s |
| 8    | Giovanni Sala (ITA)   | KTM          | +1 h 33 min 53 s |
| 9    | Chris Blais (USA)     | KTM          | +1 h 53 min 10 s |
| 10   | Jean Brucy (FRA)      | KTM          | +3 h 11 min 39 s |

### Autos
| Pos. | Pilote                     | Copilote                  | Constructeur       | Différence         |
| ---- | -------------------------- | ------------------------- | ------------------ | ------------------ |
| 1    | Stéphane Peterhansel (FRA) | Jean-Paul Cottret (FRA)   | Mitsubishi         | 52 h 31 min 39 s   |
| 2    | Luc Alphand (FRA)          | Gilles Picard (FRA)       | Mitsubishi         | + 27 min 14 s      |
| 3    | Jutta Kleinschmidt (GER)   | Fabrizia Pons (ITA)       | Volkswagen Touareg | + 3 h 22 min 00 s  |
| 4    | Giniel de Villiers (RSA)   | Jean-Marie Lurquin (BEL)  | Nissan             | + 4 h 02 min 36 s  |
| 5    | Bruno Saby (FRA)           | Michel Périn (FRA)        | Volkswagen         | + 8 h 44 min 14 s  |
| 6    | Nani Roma (ESP)            | - Henri Magne             | Mitsubishi         | + 9 h 19 min 37 s  |
| 7    | Carlos Sousa (POR)         | Thierry Delli-Zotti (FRA) | Nissan             | + 10 h 02 min 29 s |
| 8    | Thierry Magnaldi (FRA)     | Jean-Paul Forthomme (BEL) | Honda              | + 11 h 03 min 44 s |
| 9    | José-Luis Monterde (ESP)   | Rafael Tornabell (ESP)    | BMW                | + 13 h 27 min 31 s |
| 10   | Ramon Dalmau (ESP)         | Enric Oller (ESP)         | Tot Curses         | + 19 h 16 min 53 s |

### Camions
| Rang. | Pilote             | Copilote                           | Constructeur    |
| ----- | ------------------ | ---------------------------------- | --------------- |
| 1     | Firdaus Kabirov    | Aydar Belyaev Andrey Mokeev        | Kamaz           |
| 2     | Yoshimasa Sugawara | Katsumi Hamura                     | Hino            |
| 3     | Giacomo Vismara    | Mario Cambiaghi Claudio Bellina    | Mercedes-Unimog |
| 4     | Jan de Rooy        | Dany Colebunders Clemens Smulders  | DAF             |
| 5     | Gérard de Rooy     | Tom Colsoul Arno Slaats            | DAF             |
| 6     | Teruhito Sugawara  | Seiichi Suzuki                     | Hino            |
| 7     | Markku Alén        | Toni Guido Adriano Micozzi         | Iveco           |
| 8     | Karl Sadlauer      | Franz Maier Martín Mayer           | MAN             |
| 9     | Peter Reif         | Gunter Pichlbauer Stefan Huber     | MAN             |
| 10    | Jan Govaere        | Mario Gherardyn Yves Despiegelaere | GINAF           |